# Cartoon Network Development Studio Europe
Cartoon Network Development Studio Europe là một xưởng hoạt hình của Anh có trụ sở tại Luân Đôn do Turner Broadcasting System Europe và Cartoon Network sở hữu, cả hai đều là công ty con của Time Warner. Xưởng được thành lập vào đầu năm 2007 và hoạt động tương đương như Cartoon Network Studios có trụ sở tại Burbank, California.